# Квест (роман)
«Квест» — роман Бориса Акунина из серии «Жанры».

## Особенности книги
Роман состоит из двух частей, соединённых под одной обложкой в виде перевёртыша. 
Первая часть частично стилизована под компьютерную игру. После прочтения каждой главы вам предлагают ответить на вопрос о том, какое решение должен принять главный герой (правильный ответ только один). 
Вторая часть называется «Подсказки» и является самостоятельным романом, который, однако, связан с первым в некоторых деталях. 
Официальная интернет-версия романа Архивная копия от 28 июня 2015 на Wayback Machine отличается несколькими играми и слайд-шоу, но в ней отсутствует вторая часть.

## Действующие лица — книга 1
- Гальтон Норд — талантливый биолог и химик, потомок Милона Фондорина, агент Ротвеллера, использован для разгрома лаборатории Громова, привёз Ротвеллеру флакон-генератор эликсира.
- Дж. П. Ротвеллер — американский миллиардер, пытался, выкрав эликсир, стравить Сталина и Гитлера. Одержим манией величия. Имеет связи с нацистами (прикрытие проезда группы в Бремен), пользовался помощью Разведупра.
- Алексей Октябрьский — начальник отдела военной контрразведки (Разведупр РККА), использовал американцев, чтобы их руками разгромить лабораторию Громова и ослабить Картусова, скорее всего, знал о цели визита группы и помог им найти крышу и оружие. Является также одним из главных героев другого романа Акунина из серии «Жанры» — «Шпионского романа», возможно, царский контрразведчик Алексей Парисович Романов и он — одно лицо.
- Зоя Клинская — русская княжна-эмигрантка, ныне доктор медицины, хирург, агент Ротвеллера. Любовница Гальтона и Октябрьского. Предположительно вступила в контакт с Октябрьским для подготовки рейда.
- Курт Айзенкопф — бывший художник, участник боёв на Западном фронте, ныне биохимик, агент Ротвеллера, сотрудничает с национал-социалистами, доставил запас эликсира Гитлеру по заданию Ротвеллера.
- Пётр Иванович Громов — профессор, ученик Самсона Фондорина, пытается воссоздать эликсир гениальности.
- Ян Христофорович Картусов — начальник одного из отделов ОГПУ.

## Действующие лица — книга 2
- Самсон Данилович Фондорин
- Анкр, барон, фармацевт Наполеона
- Кира Ивановна Фондорина (Гольм)

## Исторические личности
- Михаил Илларионович Голенищев-Кутузов — прославленный русский полководец, генерал-фельдмаршал, светлейший князь; герой Отечественной войны 1812 года.
- Наполеон Бонапарт — прославленный полководец, император Франции.
- Рокфеллер, Джон Дэвисон — прототип Дж. П. Ротвеллера.
- Шарль Луи Каде де Гассикур — французский химик-фармацевт[1], личный фармацевт Наполеона, прототип барона Анкра.
- Рене Деженетт — главный военно-медицинский французский инспектор (1807), профессор[2], прототип барона Анкра.
- Артузов, Артур Христианович — начальник контрразведывательного отдела ОГПУ (1922—1927), помощник начальника секретно-оперативного управления ОГПУ(1927—1931), прототип Яна Христофоровича Картусова[источник не указан 2905 дней].
- Гейм, Иван Андреевич — ректор Московского Университета (1809—1819), прототип Ивана Андреевича Гольма[источник не указан 2905 дней].

## Интересные факты
- В большинстве произведений Акунина главные действующие лица происходят из рода фон Дорнов (Фондориных, Фандориных). В первой части «Квеста» среди главных действующих лиц таковых на первый взгляд нет, однако фамилия главного героя «Норд» является анаграммой фамилии «Дорн», что намекает на происхождение героя. В конце первой части обнаруживается и прямой представитель рода Фандориных, хотя читатель узнаёт об этом лишь из второй части.
- Фамилия героя Айзенкопф в буквальном переводе с немецкого означает «Железная голова», что весьма точно описывает характер персонажа.
- Предыстория Самсона Фондорина рассказана в романе Акунина «Внеклассное чтение» из серии «Приключения магистра».
- Действие препарата берсеркита, изобретённого Самсоном Фондориным, напоминает действие инопланетного дара, полученного героем другого романа Акунина из серии «Жанры» — «Фантастика». Помимо увеличения во много раз физической силы и поворотливости, в обоих случаях герои в момент действия препарата или дара воспринимают окружающий мир в замедленном темпе как результат ускорения деятельности их собственного организма, что и даёт им возможность уклоняться от пуль, ударов противника и т. п.
- Некоторые элементы сюжета первой части «Квеста» обнаруживают сходство с классическими научно-фантастическими произведениями, такими как «Марсианское зелье» Кира Булычёва (эликсир молодости, периодическое принятие которого делает героя вечно молодым и бессмертным) или «Голова профессора Доуэля» Александра Беляева (отделение человеческого мозга от тела и искусственное поддержание его жизнедеятельности с целью потом подсоединить его к новому телу и возродить таким образом полноценного человека с данным мозгом).

## Рецензии
- Алексей Коровашко. Необычайные приключения // Литературная газета. — 12 ноября 2008. — № 46 (6198). — ISSN 0233-4305. Архивировано 28 июня 2012 года.
- Василий Владимирский. Игра в книгу // Мир фантастики. — Февраль 2009. — № 66.
- Мария Черняк. Игра на новом поле, или Ещё раз о диагнозе российской прозы XXI века // Знамя. — ноябрь 2011. — № 11. — ISSN 0130-1616.
- Владимир Лактанов. Акунин, «Квест»: миллионы нелепых букв грузина-графомана // Русский обозреватель. — 26.01.2009.